# OR23
OR23 −  radziecka lokomotywa parowa, skonstruowana przez inżynierów M.A. Turikowa i M.N. Anikiewa i zbudowana w 1949 w zakładach kolejowych im. Rewolucji październikowej w Ługańsku. Wybudowano zaledwie dwa egzemplarze tego parowozu.